# Ludwik Kapiszewski
Ludwik Kapiszewski – poseł do Sejmu Krajowego Galicji I kadencji (1865–1866), adwokat z Wadowic.
Wybrany w IV kurii obwodu Wadowice, z okręgu wyborczego nr 71 Wadowice-Kalwaria-Andrychów 30 listopada 1865, na miejsce Józefa Bauma.